# Drifting and Dreaming
Drifting and Dreaming – kompilacyjny album muzyczny piosenkarza Binga Crosby'ego wydany w 1947 roku przez Decca Records. Album ten był wydawany ponownie, m.in. w 1949 roku w formacie LP lub w 1950 roku w formacie płyty gramofonowej 45 obr./min. 

## Lista utworów
Utwory znalazły się na czteropłytowym albumie, Decca Album No. A-578.
Pierwsza płyta:
A. „Drifting and Dreaming”
B. „It's Been a Long, Long Time”
Druga płyta:
A. „Where the Blue of the Night (Meets the Gold of the Day)”
B. „The Waltz You Saved for Me”
Trzecia płyta:
A. „When You're a Long, Long Way from Home”
B. „When I Lost You”
Czwarta płyta:
A. „I'm Drifting Back to Dreamland”
B. „The Singing Sands of Alamosa”